# .tj
.tj e интернет домейн от първо ниво за Таджикистан. Администрира се от Информационен технологичен център. Представен е през 1995.

## Домейни от второ ниво
Домейни от второ ниво налични за регистрация под домейн име от трето ниво:
- ac.tj
- biz.tj
- co.tj
- com.tj
- edu.tj
- go.tj
- gov.tj
- info.tj
- int.tj
- mil.tj
- name.tj
- net.tj
- nic.tj
- org.tj
- test.tj
- web.tj